# Прапор Валенсії

Прапор співвідношення 2:3

Прапор співвідношення 1:2

Прапор автономної спільноти Валенсія та міста Валенсія, відомого як Reial Senyera («Королівська саньєра»), — традиційна саньєра, що складається з чотирьох червоних смуг на жовтому тлі, увінчаних синьою смугою на кожній панелі поруч із древком.  Він був прийнятий 1 липня 1982 року.
Це історичне походження від Senyera, геральдичного символу Арагонської корони, який також використовується сьогодні з невеликими варіаціями в усіх колишніх королівствах і графствах, які входили до цієї корони.

## Історія прапора
Як і багато інших прапорів середньовічного походження, Саньєра або «Senyal Reial» (королівський прапор), використовувався в ті роки як герб короля Арагону. Хоча в середньовіччі не існувало поняття національного прапора, як його розуміють сьогодні, справжній символ нації був створений на королівському щиті.

Герб міста Валенсія

Традиційно вважається, що Саньєра була дарована Хайме I Арагонським як герб Валенсії після християнського відвоювання від мавританського правління в 1238 році, хоча найдавніші джерела, пов'язані з цим, датуються 1377 роком, коли міська рада погодилася замінити старий герб, який використовується для печаток, з новою з саньєрою.  У той час як походження використання саньєри як герба залишається неясним в угоді, корона та два «L» були додані, згідно з відзнакою, наданою Педром IV Арагонським за вірність і мужність. показаний валенсійцями в кількох війнах, таких як Війна двох Педрів проти Королівства Кастилія.
Цей герб Валенсії почав використовуватися в текстильному стандарті як вимпел, включаючи корону в бахромі, хоча синій колір був дещо іншим. Це була bipartida, тобто два ластівчині хвости, або abocellada, ось тільки в однієї ластівки округлий і вищий хвіст. Остання є однією з двох форм, які використовуються й офіційно регулюються сьогодні  разом із прямокутником для муніципалітетів Валенсії. 
Єдиний збережений на даний момент вимпел, який зазвичай вважають копією оригіналу, був виготовлений у 17 ст. та зберігається, хоча й дуже пошкоджений, у Міському історичному архіві Валенсії.

## Протокол прапора
Прапор Валенсії повинен бути піднятий як зовні, так і всередині кожної громадської та цивільної будівлі Валенсійського співтовариства, не ставлячи під загрозу видатність і найпочесніше місце Прапора Іспанії. Він має бути підняти праворуч від Державного прапора (ліворуч від точки глядача). Прапор Валенсії не повинен бути більшим за прапор Іспанії та меншим за прапори інших держав. 

### Історичні прапори

Вимпел відвоювання Валенсії.
Прапор використовувався Радою доавтономії Валенсії (1979–1980). 2∶3
Запропонований прапор під час Бенікасімського статуту.
Історична версія валенсійської саньєри між 15 і 18 ст.

Політичні прапори

Естрелада валенсійського націоналізму.
Прапор часів Другої іспанської республіки

### Галерея

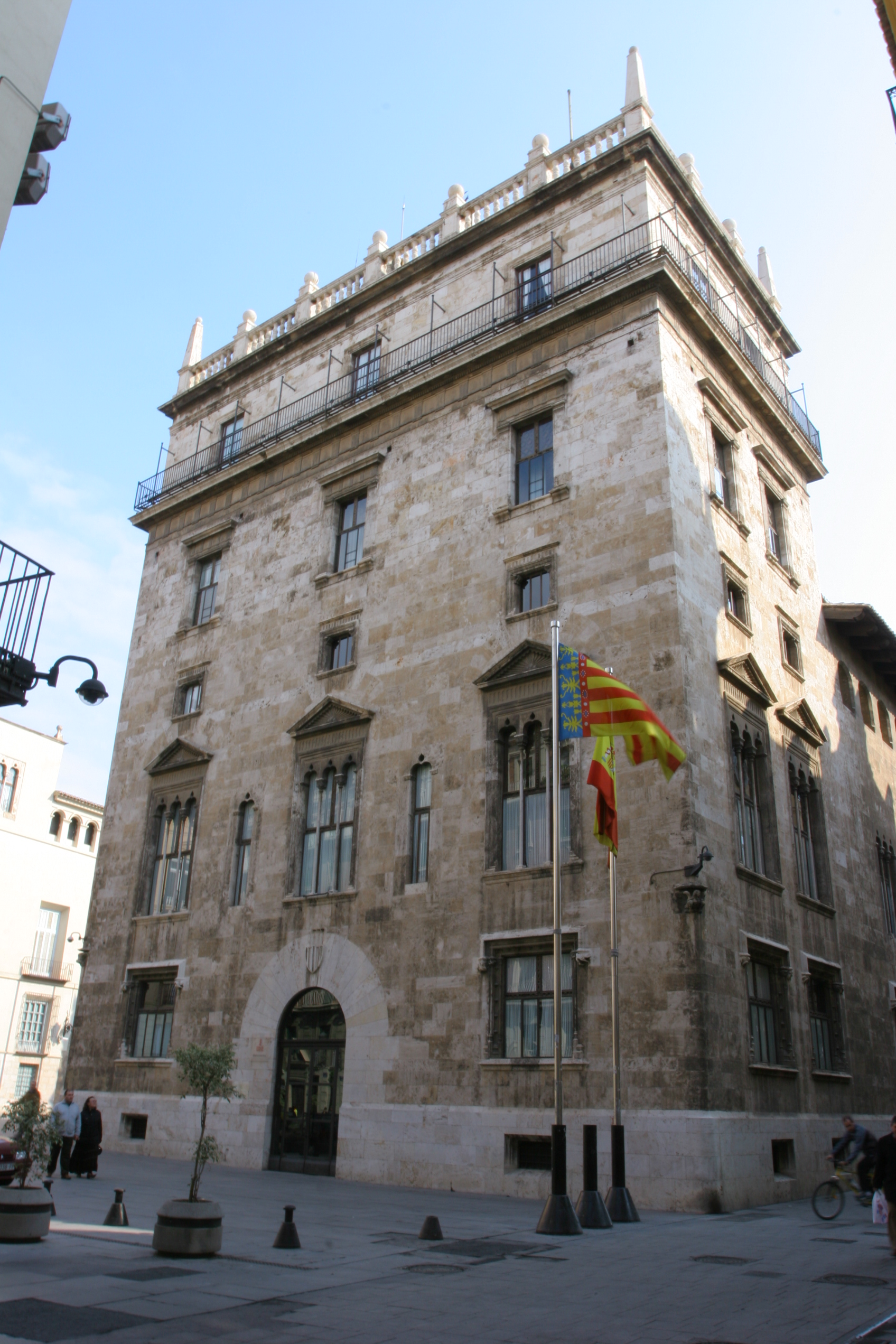
Піднято в Palau de la Generalitat
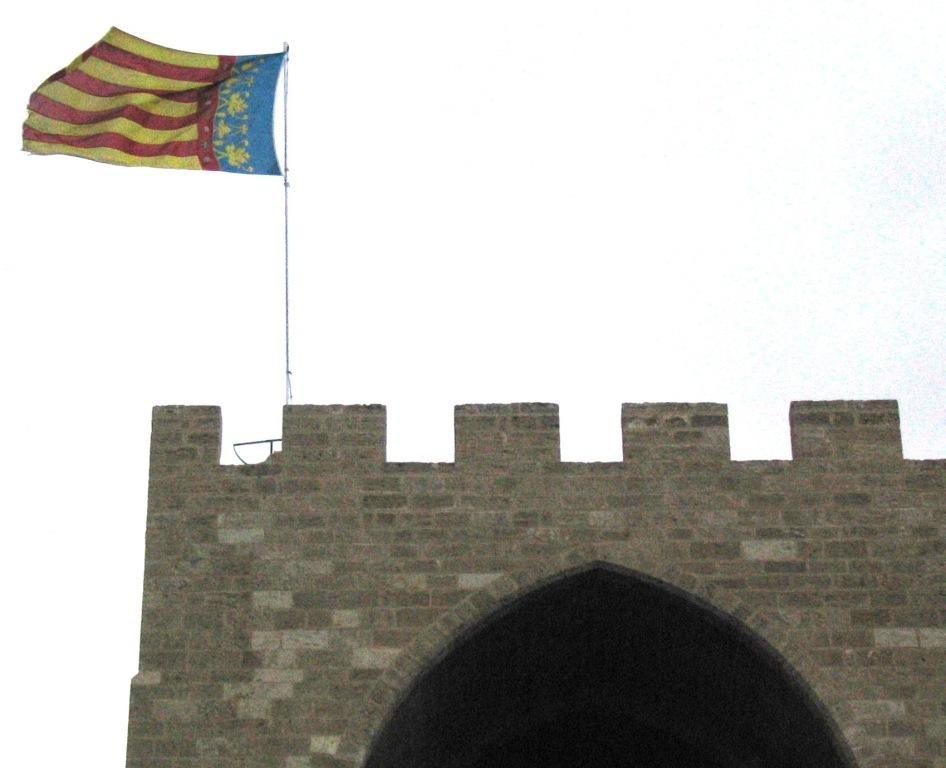
Прапор на вершиніТоррес-де-Серранос (Валенсія)
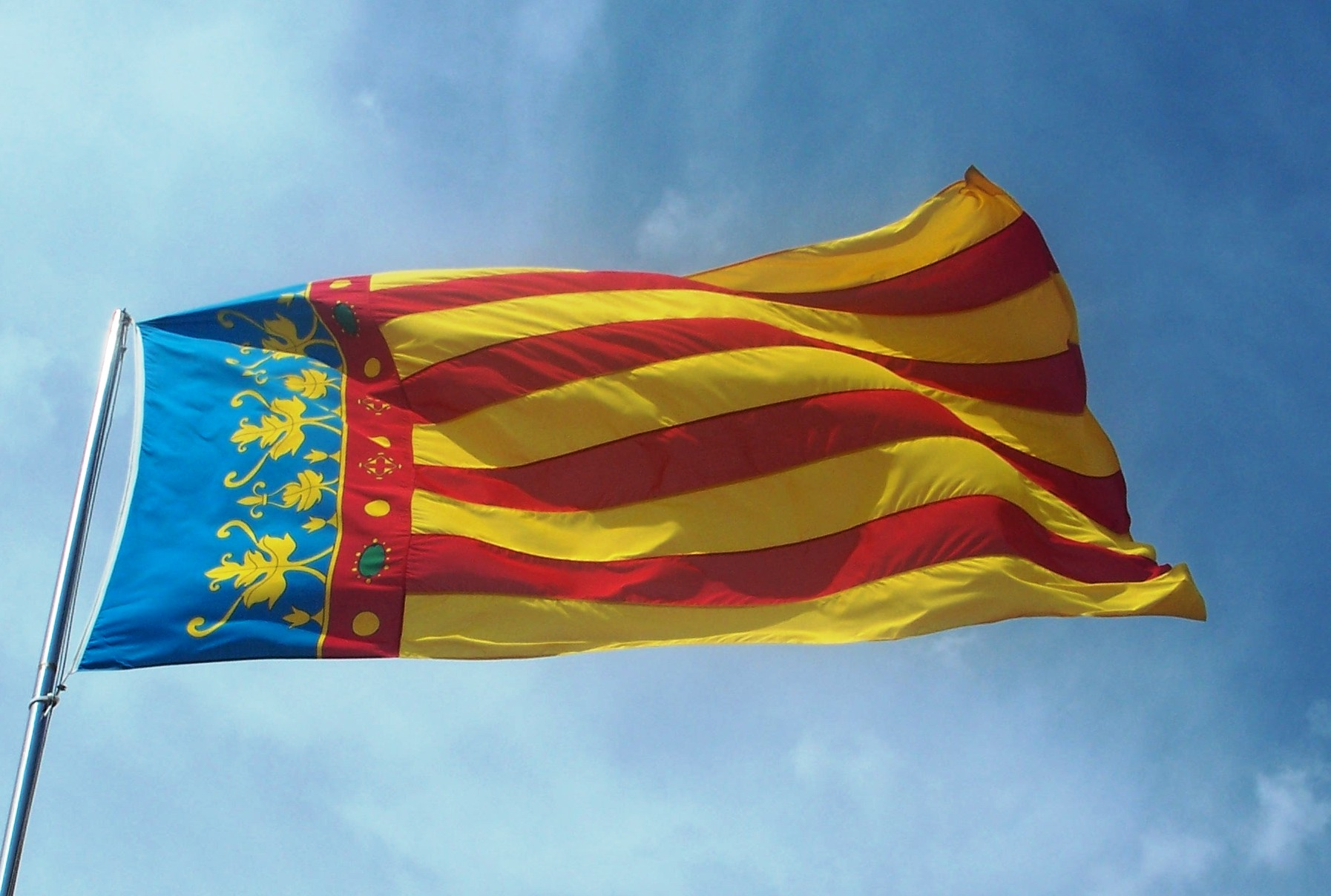
Інша саньєра на Вежі Серранс
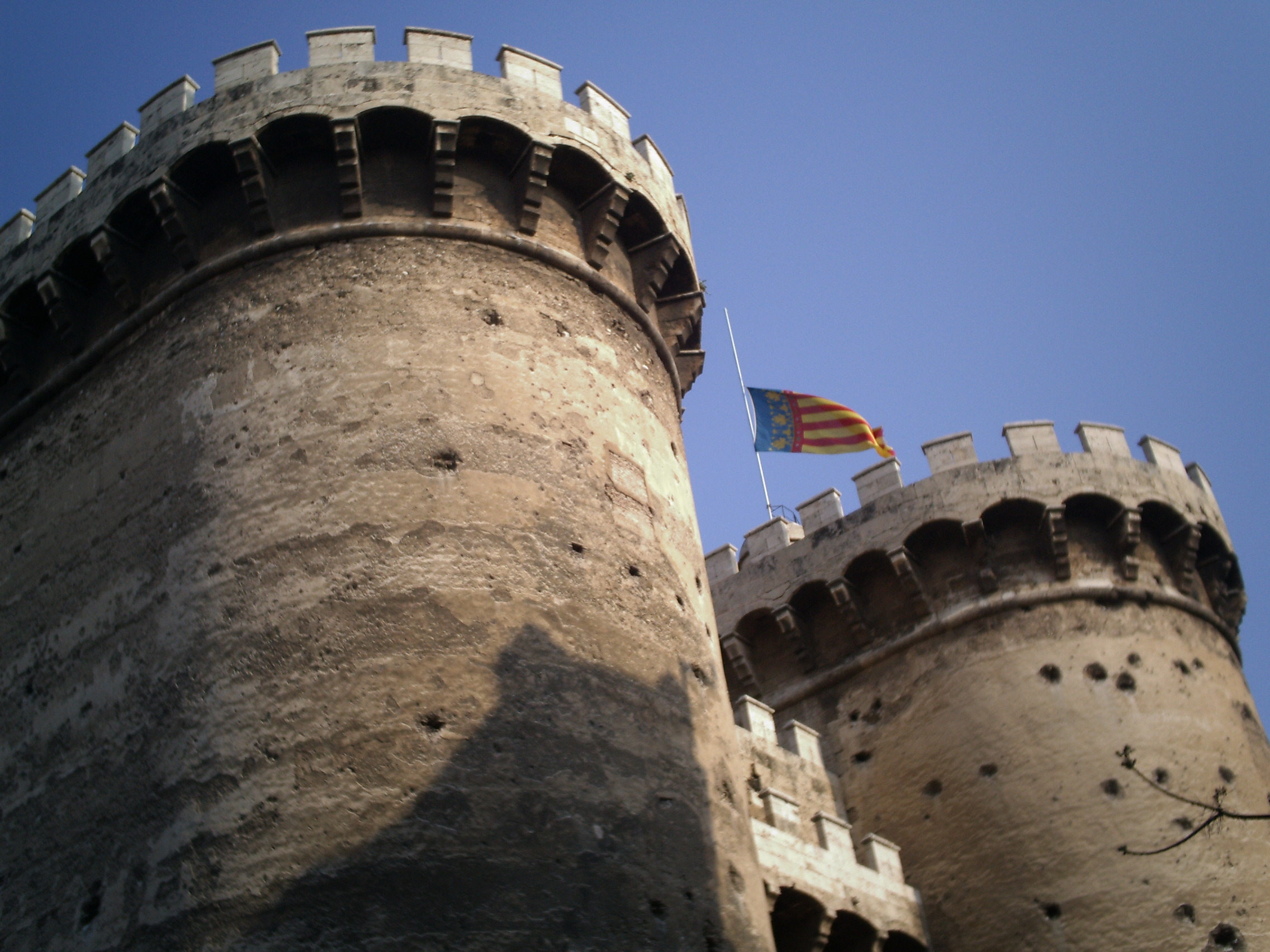
На вершині Торрес-де-Кварт (Валенсія)

## Зовнішні посилання
- Іспанське вексилологічне товариство на прапорі Валенсії Тільки іспанською мовою
- Органічний закон Статуту Валенсії лише іспанською мовою
- Каталонське вексилологічне товариство на прапорі Валенсії Лише іспанська
- butronmaker.blogspot.com Історичні зображення